# Zwei Menschen (1919)
Zwei Menschen ist ein deutsches Stummfilmmelodram aus dem Jahre 1919 von und mit Fern Andra.

## Handlung
Fern hat den Schauspieler Karras geheiratet. Diese Ehe steht unter keinem guten Stern, wird sie doch durch ihre starke Eifersucht massiv belastet. Sie macht ihm eine Szene nach der anderen und schließlich endet die Beziehung, trotz eines gemeinsamen Sohnes, in Trennung.
Fern betreibt nun einen Spielsalon, um sich und den Jungen durchzubringen. Karras hingegen beginnt im Übermaß zu trinken und fordert eines Tages seinen Sohn zurück. Als sich seine Exfrau dem verweigert, geht er vor Gericht, klagt und siegt. Als er den Jungen mit sich nehmen will, weigert sich der Bursche und Fern schießt auf ihren einstigen Gatten. Letztendlich gelingt es dem Knaben aber, seine Eltern wieder miteinander zu versöhnen.

## Produktionsnotizen
Zwei Menschen war 1733 Meter lang. Die Informationen über die Uraufführung divergieren. Quellen benennen den April 1919 mit Berlins Marmorhaus als Uraufführungsort bzw. den 1. Juli 1919 mit dem Münchner Lichtspielhaus.

## Kritik
In Paimann’s Filmlisten ist zu lesen: „Stoff und Spiel ausgezeichnet, Photos und Szenerie sehr gut.“